# Jelko Yuresha
Jelko Yuresha, all'anagrafe Željko Jureša (Zagabria, 9 maggio 1937 – Zurigo, 8 luglio 2020), è stato un ballerino e coreografo croato naturalizzato britannico.

## Biografia
Jelko Yuresha nacque a Zagabria nel 1937, figlio di un calzolaio e di una sarta. L'infanzia fu difficile e sofferta a causa sia dell'invasione nazista della Croazia che dei bombardamenti delle forze alleate; nonostante la seconda guerra mondiale, cominciò a dazare fin da bambino e nel 1952 fu ammesso alla scuola di ballo di Kaštel Kambelovac. Nel 1958 migrò in Inghilterra, dove perfezionò gli studi sotto la supervisione di Nikolaj Legat. L'anno successivo si unì al London Festival Ballet e il 23 giugno dello stesso anno ebbe modo di danzare per la Regina Madre a Manchester; la rappresentazione segnò anche la prima partnership con la futura moglie Belinda Wright. Nel 1960 fu nominato primo ballerino della compagnia.
Due anni più di tardi si unì al Royal Ballet, nello stesso anno in cui vi debuttò anche Rudol'f Nureev; nei suoi due anni con la compagnia danzò per alcuni dei massimi coreografi del periodo, tra cui Frederick Ashton, Serge Lifar, Leonid Massine e Bronislava Fominična Nižinskaja. Nel 1963 Massine lo volle come protagonista di Le Bal des Voleurs, in cui fu il partner di scena di Carla Fracci.
Dopo il ritiro dal Royal Ballet, Yuresha e Wright danzarono per una stagione con l'Harlequin Ballet e dal 1967 al 1977 furono "ambasciatori della danza" per il governo inglese; sotto l'egida del British Council, i due viaggiarono per quasi tutto il mondo, danzando in teatri prestigiosi e città di provincia. Dal 1977 Yuresha iniziò a lavorare come insegnante di balletto a Londra; parallelamente all'insegnamento curò diverse coreografie per il balletto nazionale islandese, tra cui quelle per Cenerentola, mentre successivamente coreografò allestimenti di Pas de Sylph, Le Peri e Giselle andati in scena in Austria, Cina e Nuova Zelanda. Grande amico e allievo di Anton Dolin, nel 1999 ricreò le sue coreografie di Variations for Four per la Metropolitan Opera House e poi ancora per il Théâtre des Champs-Élysées.
Jelko Yuresha fu sposato con la ballerina Belinda Wright dal 1961 alla morte della donna nel 2007. La coppia ebbe una figlia, Annabel Lisa, nata nel 1962. È morto a Zurigo nel 2020 all'età di ottantatré anni.